# IC 3261
IC 3261 је лентикуларна галаксија у сазвјежђу Дјевица која се налази на листи објеката дубоког неба у Индекс каталогу.
Деклинација објекта је + 11° 28' 51" а ректасцензија 12h 23m 52,5s. Привидна величина (магнитуда) објекта IC 3261 износи 14,9 а фотографска магнитуда 15,8. IC 3261 је још познат и под ознакама VCC 679, PGC 40289.